# 何玉棠
何玉棠（葡萄牙語：Ho Ioc Tong，1948年—），汉族，中华人民共和国政治人物、第十一届全国政协委员。
担任澳门大都会投资发展有限公司董事长、澳门海利投资发展有限公司董事长。2008年，当选第十一届全国政协委员，代表特邀澳门人士，分入第五十四组。并担任民族和宗教委员会专委。